# Saint-Cierges
Saint-Cierges (toponimo francese) è una frazione di 458 abitanti del comune svizzero di Montanaire, nel Canton Vaud (distretto del Gros-de-Vaud).

## Storia

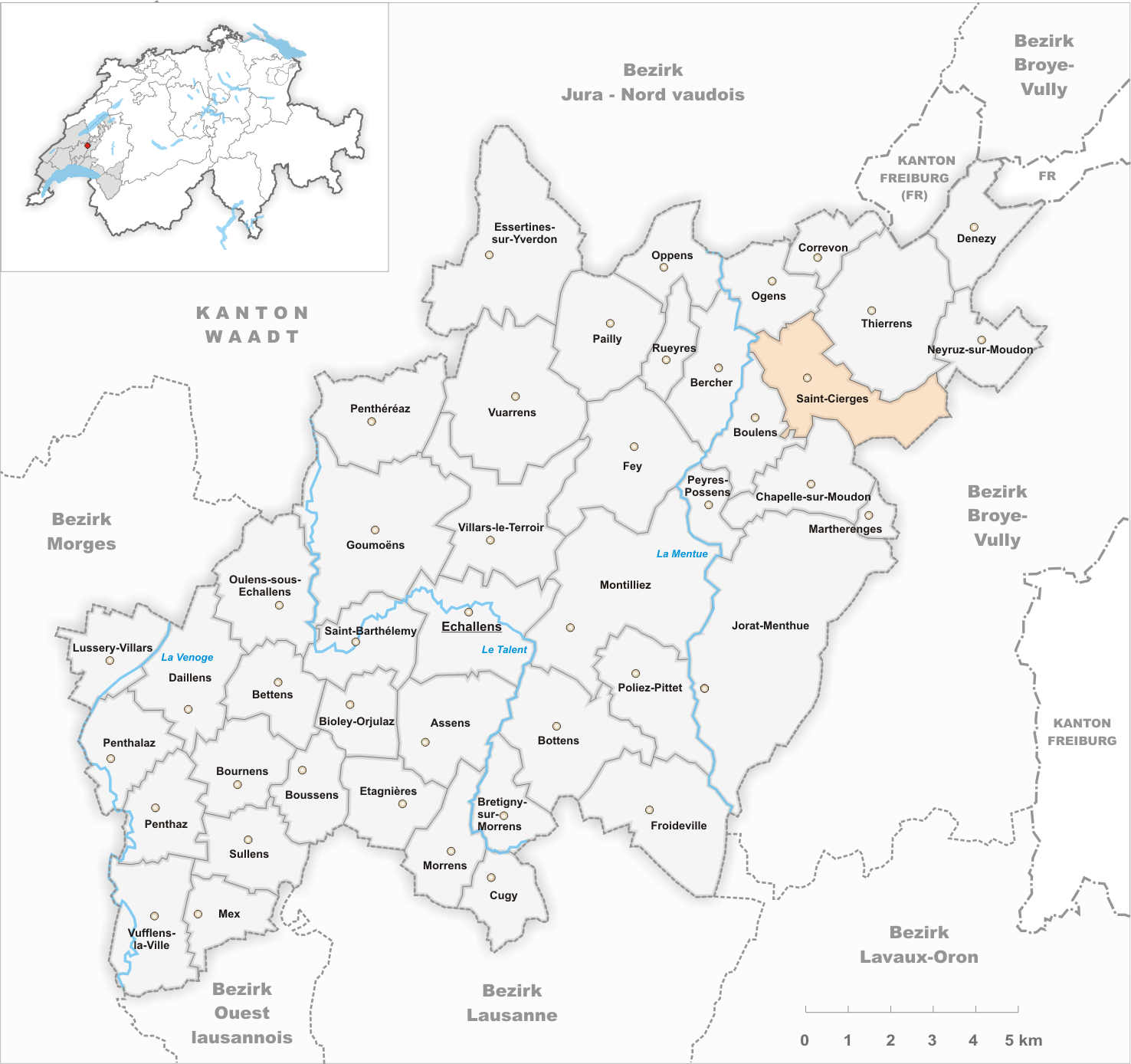
Il territorio del comune di Saint-Cierges prima degli accorpamenti comunali del 2013

Già comune autonomo che si estendeva per 6,44 km² e che comprendeva anche le frazioni di Corrençon, Pré-de-Place e Solitude, nel 2013 è stato accorpato agli altri comuni soppressi di Chanéaz, Chapelle-sur-Moudon, Correvon, Denezy, Martherenges, Neyruz-sur-Moudon, Peyres-Possens e Thierrens per formare il nuovo comune di Montanaire.

### Simboli
La chiesa del villaggio era dedicata a san Cipriano, da cui deriva il nome di Saint-Cierges. Lo stemma fa riferimento a questo santo che viene rappresentato con la palma del martirio e una creatura che rappresenta il demone che, secondo la leggenda, egli avrebbe domato.

## Monumenti e luoghi d'interesse

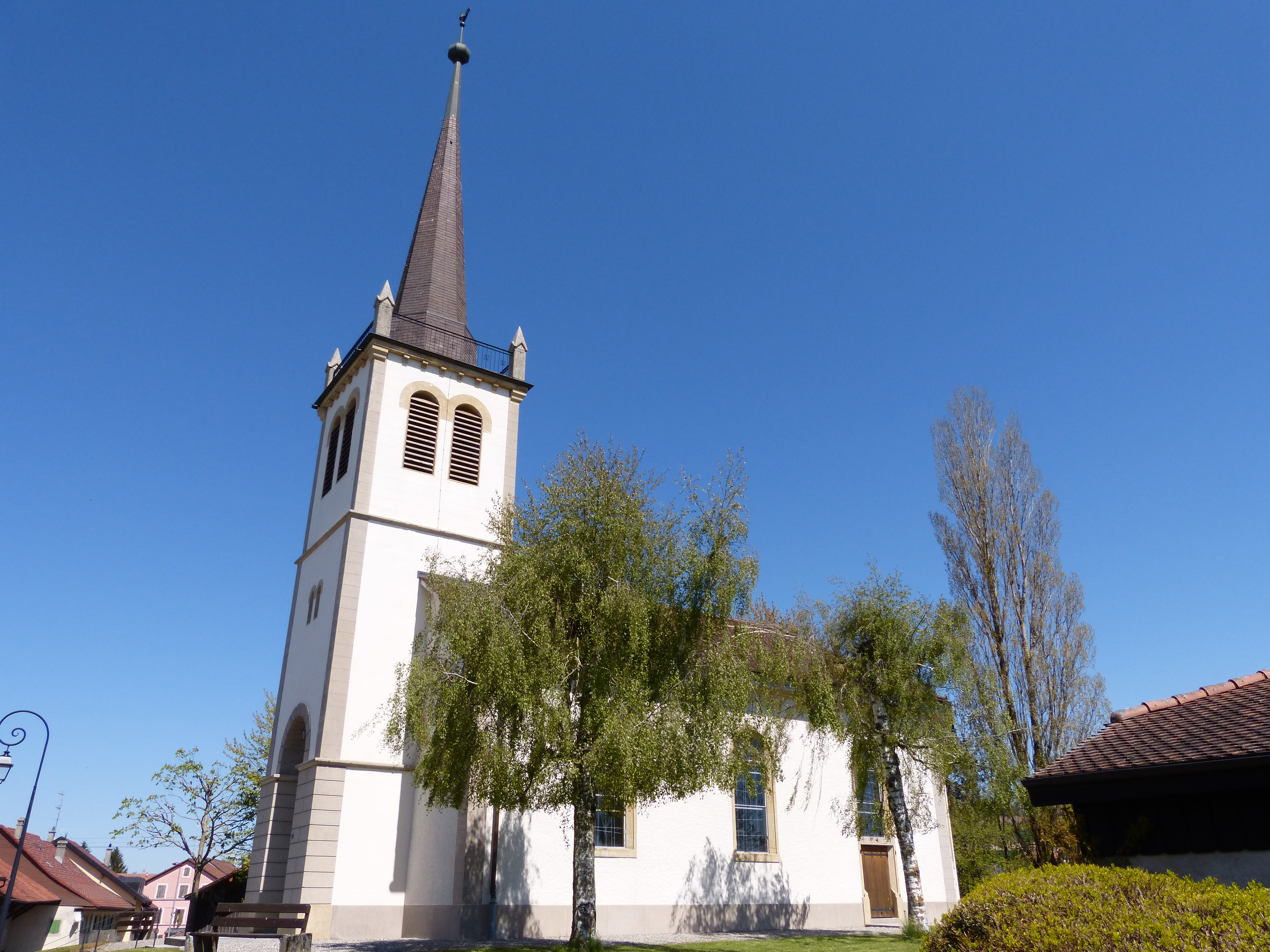
La chiesa di San Ciriaco

- Chiesa riformata di San Ciriaco, attestata dal 1150 e ricostruita nel 1877[1].

## Società

### Evoluzione demografica
L'evoluzione demografica è riportata nella seguente tabella:
Abitanti censiti

## Amministrazione
Ogni famiglia originaria del luogo fa parte del cosiddetto comune patriziale e ha la responsabilità della manutenzione di ogni bene ricadente all'interno dei confini della frazione.